# Circonscription Sud (Luxembourg)
Pour les articles homonymes, voir Sud (homonymie).
La première circonscription ou circonscription Sud est l'une des quatre circonscriptions électorales que compte le Luxembourg.
Elle est représentée à la Chambre des députés par vingt-trois députés.

## Description géographique et démographique
La circonscription Sud est constituée des deux cantons situés au sud et au sud-ouest du grand-duché, à savoir les cantons de Esch-sur-Alzette et de Capellen, comprenant notamment Esch-sur-Alzette, la 2e ville du pays ; son territoire correspond à la partie Ouest et sud-Ouest de l'ancien district de Luxembourg. La circonscription a pour chef-lieu la commune d'Esch-sur-Alzette.

## Description historique et politique

### Historique des députations

#### Législature 2013-2018
| Début de mandat  | Fin de mandat     | Député | Député               | Parti politique | Observations |
| ---------------- | ----------------- | ------ | -------------------- | --------------- | --- |
| 13 novembre 2013 | 1er novembre 2014 |        | Jean-Claude Juncker  | CSV             | Mandat écourté à la suite de son élection à la présidence de la Commission européenne le 15 juillet 2014. Remplacé par Laurent Zeimet.                                                                    |
| 13 novembre 2013 | 4 décembre 2013   |        | Jean Asselborn       | LSAP            | Mandat écourté à la suite de sa nomination dans le gouvernement en tant que ministre des Affaires étrangères et européennes et ministre de l’Immigration et de l’Asile.                                   |
| 5 décembre 2013  |                   |        | Mars Di Bartolomeo   | LSAP            | Président de la Chambre des Députés. |
| 5 décembre 2013  |                   |        | Marc Spautz          | CSV             | |
| 5 décembre 2013  |                   |        | Jean-Marie Halsdorf  | CSV             | |
| 13 novembre 2013 |                   |        | Félix Eischen        | CSV             | |
| 5 décembre 2013  |                   |        | Gilles Roth          | CSV             | |
| 13 novembre 2013 |                   |        | Michel Wolter        | CSV             | |
| 13 novembre 2013 |                   |        | Nancy Arendt         | CSV             | |
| 13 novembre 2013 |                   |        | Alex Bodry           | LSAP            | |
| 13 novembre 2013 |                   |        | Sylvie Andrich-Duval | CSV             | |
| 13 novembre 2013 | 4 décembre 2013   |        | Lydia Mutsch         | LSAP            | Mandat écourté à la suite de sa nomination dans le gouvernement en tant que ministre de la Santé et ministre de l’Égalité des chances.                                                                    |
| 13 novembre 2013 | 4 décembre 2013   |        | Claude Meisch        | DP              | Mandat écourté à la suite de sa nomination dans le gouvernement en tant que ministre de l'Éducation nationale, de l'Enfance et de la Jeunesse et ministre de l'Enseignement supérieur et de la Recherche. |
| 13 novembre 2013 | 4 décembre 2013   |        | Dan Kersch           | LSAP            | Mandat écourté à la suite de sa nomination dans le gouvernement en tant que ministre de l'Intérieur et ministre de la Fonction publique et de la Réforme administrative.                                  |
| 13 novembre 2013 |                   |        | Georges Engel        | LSAP            | |
| 13 novembre 2013 | 4 décembre 2013   |        | Félix Braz           | Déi Gréng       | Mandat écourté à la suite de sa nomination dans le gouvernement en tant que ministre de la Justice. |
| 13 novembre 2013 |                   |        | Yves Cruchten        | LSAP            | |
| 13 novembre 2013 |                   |        | Gast Gibéryen        | ADR             | |
| 13 novembre 2013 |                   |        | Eugène Berger        | DP              | |
| 13 novembre 2013 |                   |        | Josée Lorsché        | Déi Gréng       | |
| 13 novembre 2013 |                   |        | Gusty Graas          | DP              | |
| 13 novembre 2013 | 20 avril 2016     |        | Serge Urbany         | Déi Lénk        | Mandat écourté à la suite de sa démission. Remplacé par Marc Baum. |
| 13 novembre 2013 |                   |        | Fernand Kartheiser   | ADR             | |
| 4 novembre 2014  |                   |        | Laurent Zeimet       | CSV             | Remplace Jean-Claude Juncker. |
| 20 avril 2016    |                   |        | Marc Baum            | Déi Lénk        | Remplace Serge Urbany. |

### Historique des élections

#### Élections de 2013
Les élections législatives de 2013 ont eu lieu le 20 octobre 2013. Voici les résultats pour ces élections législatives, ceux-ci ne comprennent que les noms des élus.
| Parti                             | Parti                                                                                      | Voix      | Voix  | Sièges | Sièges        |  |
| Parti                             | Parti                                                                                      | Votes     | %     | Total  | +/-           |  |
| --------------------------------- | ------------------------------------------------------------------------------------------ | --------- | ----- | ------ | ------------- |  |
|                                   | Parti populaire chrétien-social (CSV) Chrëschtlech-Sozial Vollekspartei                    | 539 306   | 32,24 | 8      | 1             |  |
|                                   | Parti ouvrier socialiste luxembourgeois (LSAP) Lëtzebuerger Sozialistesch Aarbechterpartei | 421 519   | 25,20 | 7      | en stagnation |  |
|                                   | Parti démocratique (DP) Demokratesch Partei                                                | 213 182   | 12,75 | 3      | 1             |  |
|                                   | Les Verts déi gréng                                                                        | 163 641   | 9,78  | 2      | en stagnation |  |
|                                   | Parti réformiste d'alternative démocratique (ADR) Alternativ Demokratesch Reformpartei     | 125 826   | 7,52  | 2      | en stagnation |  |
|                                   | La Gauche déi Lénk                                                                         | 95 819    | 5,73  | 1      | en stagnation |  |
|                                   | Parti pirate (PPL) Piratepartei Lëtzebuerg                                                 | 50 676    | 3,03  | 0      | en stagnation |  |
|                                   | Parti communiste luxembourgeois (KPL) Kommunistesch Partei Lëtzebuerg                      | 40 123    | 2,40  | 0      | en stagnation |  |
|                                   | Parti pour la démocratie intégrale (PID) Partei fir Integral Demokratie                    | 22 571    | 1,35  | 0      | en stagnation |  |
|                                   |                                                                                            |           |       |        |               |  |
| Total des voix                    | Total des voix                                                                             | 1 672 663 | 100   |        |               |  |
|                                   |                                                                                            |           |       |        |               |  |
| Votes blancs et nuls              | Votes blancs et nuls                                                                       | 6 280     | 7,17  |        |               |  |
| Votes valides                     | Votes valides                                                                              | 81 294    | 92,83 |        |               |  |
| Total                             | Total                                                                                      | 87 574    | 100   | 23     | en stagnation |  |
| Abstentions                       | Abstentions                                                                                | 7 823     | 8,20  |        |               |  |
| Nombre d'inscrits / Participation | Nombre d'inscrits / Participation                                                          | 95 397    | 91,80 |        |               |  |

| Nom | Nom                  | Parti | Voix   | Voix |
| Nom | Nom                  | Parti | Votes  | %    |
| --- | -------------------- | ----- | ------ | ---- |
|     | Jean-Claude Juncker  | CSV   | 55 968 | 3,35 |
|     | Jean Asselborn       | LSAP  | 38 257 | 2,29 |
|     | Mars Di Bartolomeo   | LSAP  | 28 067 | 1,68 |
|     | Marc Spautz          | CSV   | 28 052 | 1,68 |
|     | Jean-Marie Halsdorf  | CSV   | 27 215 | 1,63 |
|     | Félix Eischen        | CSV   | 26 985 | 1,61 |
|     | Gilles Roth          | CSV   | 26 585 | 1,59 |
|     | Michel Wolter        | CSV   | 24 828 | 1,48 |
|     | Nancy Arendt         | CSV   | 24 594 | 1,47 |
|     | Alex Bodry           | LSAP  | 24 372 | 1,46 |
|     | Sylvie Andrich-Duval | CSV   | 24 269 | 1,45 |
|     | Lydia Mutsch         | LSAP  | 24 057 | 1,44 |
|     | Claude Meisch        | DP    | 22 300 | 1,33 |
|     | Dan Kersch           | LSAP  | 21 042 | 1,26 |
|     | Georges Engel        | LSAP  | 19 814 | 1,19 |
|     | Félix Braz           | Gréng | 19 782 | 1,18 |
|     | Yves Cruchten        | LSAP  | 18 205 | 1,09 |
|     | Gast Gibéryen        | ADR   | 16 518 | 0,99 |
|     | Eugène Berger        | DP    | 12 549 | 0,75 |
|     | Josée Lorsché        | Gréng | 11 719 | 0,70 |
|     | Gusty Graas          | DP    | 10 265 | 0,61 |
|     | Serge Urbany         | Lénk  | 8 830  | 0,53 |
|     | Fernand Kartheiser   | ADR   | 8 531  | 0,51 |

#### Élections de 2018
Les élections législatives de 2018 ont eu lieu le 14 octobre 2018. Voici les résultats pour ces élections législatives, ceux-ci ne comprennent que les noms des élus.
| Parti                             | Parti                                                                                      | Voix      | Voix  | Sièges | Sièges        |  |
| Parti                             | Parti                                                                                      | Votes     | %     | Total  | +/-           |  |
| --------------------------------- | ------------------------------------------------------------------------------------------ | --------- | ----- | ------ | ------------- |  |
|                                   | Parti populaire chrétien-social (CSV) Chrëschtlech-Sozial Vollekspartei                    | 488 448   | 26,91 | 7      | 1             |  |
|                                   | Parti ouvrier socialiste luxembourgeois (LSAP) Lëtzebuerger Sozialistesch Aarbechterpartei | 403 400   | 22,23 | 6      | 1             |  |
|                                   | Les Verts déi gréng                                                                        | 266 464   | 14,68 | 3      | 1             |  |
|                                   | Parti démocratique (DP) Demokratesch Partei                                                | 214 216   | 11,80 | 3      | en stagnation |  |
|                                   | Parti réformiste d'alternative démocratique (ADR) Alternativ Demokratesch Reformpartei     | 159 199   | 8,77  | 2      | en stagnation |  |
|                                   | Parti pirate (PPL) Piratepartei Lëtzebuerg                                                 | 126 830   | 6,99  | 1      | 1             |  |
|                                   | La Gauche déi Lénk                                                                         | 108 189   | 5,96  | 1      | en stagnation |  |
|                                   | Parti communiste luxembourgeois (KPL) Kommunistesch Partei Lëtzebuerg                      | 32 334    | 1,78  | 0      | en stagnation |  |
|                                   | Les Conservateurs déi Konservativ                                                          | 9 516     | 0,52  | 0      | Nv            |  |
|                                   | Démocratie Demokratie                                                                      | 6 375     | 0,35  | 0      | Nv            |  |
|                                   |                                                                                            |           |       |        |               |  |
| Total des voix                    | Total des voix                                                                             | 1 814 971 | 100   |        |               |  |
|                                   |                                                                                            |           |       |        |               |  |
| Votes blancs et nuls              | Votes blancs et nuls                                                                       | 7 523     | 8,11  |        |               |  |
| Votes valides                     | Votes valides                                                                              | 85 266    | 91,89 |        |               |  |
| Total                             | Total                                                                                      | 92 789    | 100   | 23     | en stagnation |  |
| Abstentions                       | Abstentions                                                                                | 10 294    | 9,99  |        |               |  |
| Nombre d'inscrits / Participation | Nombre d'inscrits / Participation                                                          | 103 083   | 90,01 |        |               |  |

| Nom | Nom                 | Parti | Voix   | Voix |
| Nom | Nom                 | Parti | Votes  | %    |
| --- | ------------------- | ----- | ------ | ---- |
|     | Jean Asselborn      | LSAP  | 40 283 | 2,22 |
|     | Marc Spautz         | CSV   | 28 685 | 1,58 |
|     | Mars Di Bartolomeo  | LSAP  | 27 310 | 1,51 |
|     | Félix Eischen       | CSV   | 25 892 | 1,43 |
|     | Georges Mischo      | CSV   | 25 387 | 1,40 |
|     | Félix Braz          | Gréng | 25 124 | 1,38 |
|     | Michel Wolter       | CSV   | 24 068 | 1,33 |
|     | Jean-Marie Halsdorf | CSV   | 23 853 | 1,31 |
|     | Gilles Roth         | CSV   | 23 846 | 1,31 |
|     | Nancy Kemp-Arendt   | CSV   | 23 802 | 1,31 |
|     | Dan Kersch          | LSAP  | 21 441 | 1,18 |
|     | Dan Biancalana      | LSAP  | 20 601 | 1,14 |
|     | Alex Bodry          | LSAP  | 20 599 | 1,14 |
|     | Georges Engel       | LSAP  | 19 204 | 1,06 |
|     | Roberto Traversini  | Gréng | 19 136 | 1,05 |
|     | Pierre Gramegna     | DP    | 18 383 | 1,01 |
|     | Gast Gibéryen       | ADR   | 18 370 | 1,01 |
|     | Josée Lorsché       | Gréng | 17 323 | 0,95 |
|     | Claude Meisch       | DP    | 15 527 | 0,86 |
|     | Max Hahn            | DP    | 11 228 | 0,62 |
|     | Marc Baum           | Lénk  | 10 525 | 0,58 |
|     | Fernand Kartheiser  | ADR   | 10 355 | 0,57 |
|     | Marc Goergen        | PPL   | 9 818  | 0,54 |